# کنیچی سرادا
کنیچی سرادا (ژاپنی: 世良田 顕一؛ زادهٔ ۲۰ اکتبر ۱۹۷۳) یک بازیکن فوتبال اهل ژاپن است.
از باشگاه‌هایی که در آن بازی کرده‌است می‌توان به باشگاه فوتبال کاشیما آنتلرز و باشگاه فوتبال سرزو اوساکا اشاره کرد.